# Brian Yuzna

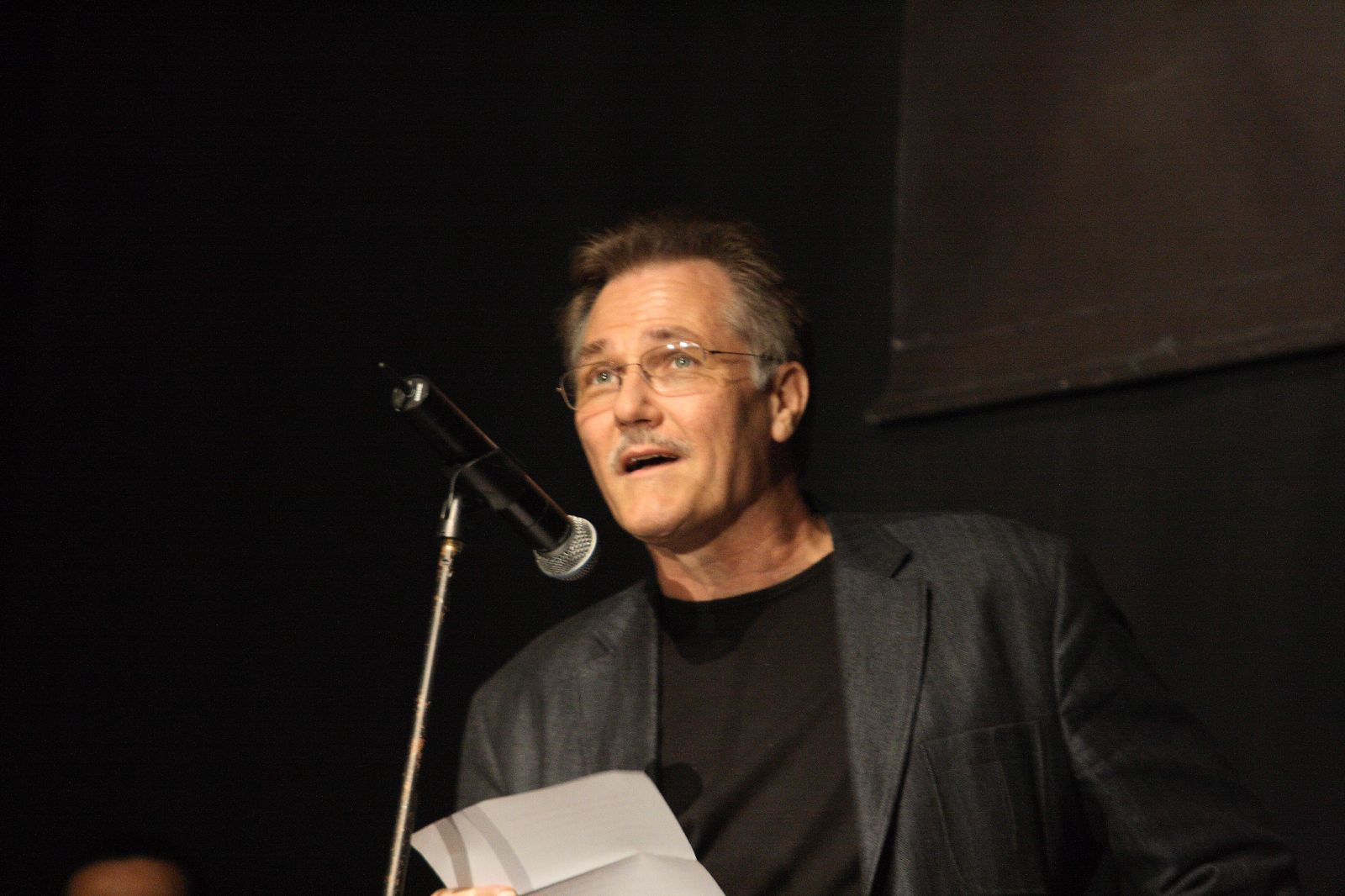
Brian Yuzna

Brian Yuzna (geboren in de Filipijnen op 30 April 1949) is een regisseur, schrijver en producent van films. Brian Yuzna is opgegroeid in Nicaragua, Puerto Rico en Panama voordat hij naar de Verenigde Staten verhuisde in de jaren 80. De meeste films van Yuzna zijn van het horror-genre, maar hij heeft ook sciencefictionfilms gemaakt. Net als zijn vriend en filmmaker Stuart Gordon, is Yuzna een fan van het werk van H.P. Lovecraft en heeft een paar verhalen van hem verfilmd.
Samen met Julio Fernández startte Yuzna rond 2000 Fantastic Factory, een label van het filmbedrijf Filmax uit Barcelona. Yuzna wilde hiermee films maken voor het grote publiek, met weinig geld en opgenomen in Barcelona, echter in de Engelse taal, voor een wereldwijde verkoop. Het bedrijf richtte zich vooral op horror- en scienefictionfilms.

## Brian Yuzna's werk

### Als regisseur
- Society (1989)
- Bride of Re-Animator (1990)
- Initiation: Silent Night, Deadly Night 4 (1990)
- Return of the Living Dead 3 (1993)
- Necronomicon (segments "The Library" & "Whispers") (1994)
- Tarzan: The Epic Adventures (episode "Tarzan's Return") (1996)
- The Dentist (1996)
- Progeny (1998)
- The Dentist 2 (1998)
- Faust: Love of the Damned (2000)
- Beyond Re-Animator (2003)
- Rottweiler (2004)
- Beneath Still Waters (2005)
- Amphibious 3D (2010)

### Als schrijver
- From Beyond (1986)
- Honey, I Shrunk the Kids (1989)
- Bride of Re-Animator (1990)
- Initiation: Silent Night, Deadly Night 4 (1990)
- Silent Night, Deadly Night 5: The Toy Maker (1992)
- Necronomicon (segments "The Library" & "Whispers") (1993)
- Beyond Re-Animator (2003)
- House of Re-Animator (2008)

### Als producent
- Re-Animator (1985)
- From Beyond (1986)
- Dolls (1987)
- Honey, I Shrunk the Kids (1989)
- Bride of Re-Animator (1990)
- The Guyver (1991)
- Warlock (1989)
- Silent Night, Deadly Night 5: The Toy Maker (1992)
- Infested (1993)
- Return of the Living Dead III (1993)
- Necronomicon (1993)
- Crying Freeman (1995)
- Faust: Love of the Damned (2000)
- Arachnid (2001)
- Dagon (2001)
- Darkness (2002)
- Beyond Re-Animator (2003)
- Romasanta (2004)
- Rottweiler (2004)
- The Nun (2005)
- The Sixth Element (2006)
- Everdark (2007)
- House of Re-Animator (2008)